# Kapsářství

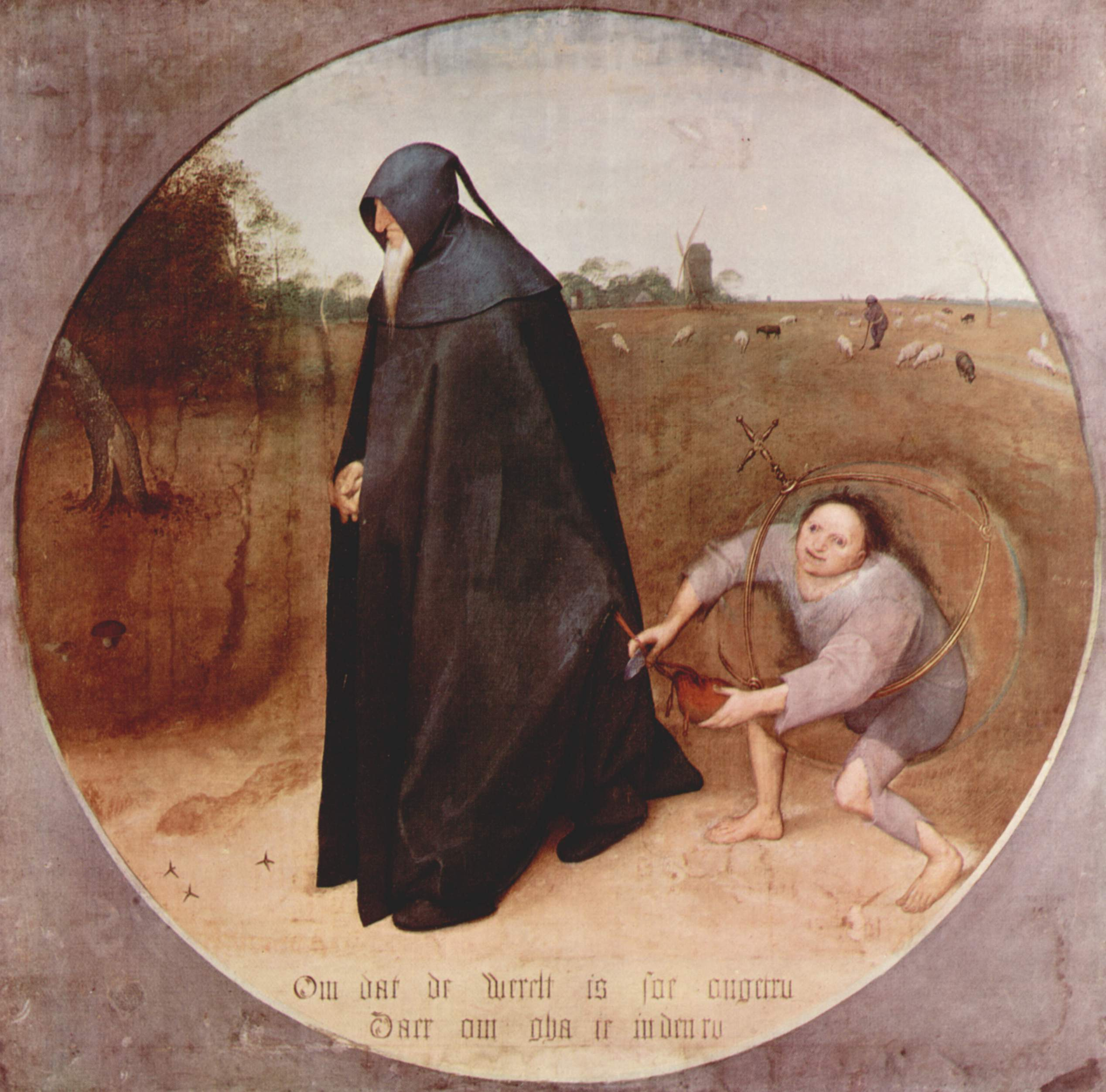
Kapsář na obraze Pietera Bruegela staršího

Kapsářství (též kapesní krádeže) je druh krádeže, při níž jsou oběti odcizeny peníze či jiné cennosti, aniž to dotyčná osoba v daný okamžik zpozoruje. Tento akt vyžaduje značnou zlodějovu zručnost a schopnost odvést pozornost okrádaného jiným směrem. Zloděj specializující se na tento druh krádeží se nazývá kapsář. Kapsáři pracují samostatně, nebo ve skupinkách, v nichž má každý člen svůj přesně určený úkol. Krádeže se dějí jak na veřejných prostranstvích: v metru, autobusech, obchodech, parcích, ulici aj., tak v soukromí.

## Historie
Kdysi bylo v Anglii kapsářství těžkým hrdelním zločinem. Trestalo se veřejným oběšením, a zatímco byli provinilci věšeni, jiní kapsáři se proplétali davem a vybírali lidem kapsy.

## Způsob práce
Nejznámějším způsobem je asi vražení či šťouchnutí do vybrané osoby, přičemž jí zloděj vybere kapsy, načež se omluví a rychle zmizí.
Jiná možnost vyžaduje spolupráci parťáka. Jeden z kapsářů pak chodí po městě s křídou a značkuje jí chodce na záda nenápadným pruhem. Tato značka se nachází buď na levé, nebo pravé straně zad – podle toho, kde má oběť uloženu peněženku, případně mobil atd. Poté se do akce zapojí druhá osoba a s jistotou vybírá kapsy obětí, do nichž předtím vrazila, aby odvedla jejich pozornost.